# Wayne County (Tennessee)
Wayne County ist ein County im Bundesstaat Tennessee der Vereinigten Staaten. Das U.S. Census Bureau hat bei der Volkszählung 2020 eine Einwohnerzahl von 16.232 ermittelt. Der Verwaltungssitz (County Seat) ist Waynesboro.

## Geographie
Das County liegt südwestlich des geographischen Zentrums von Tennessee, grenzt im Süden an Alabama und hat eine Fläche von 1905 Quadratkilometern, wovon 4 Quadratkilometer Wasserfläche sind. Es grenzt im Uhrzeigersinn an folgende Countys: Perry County, Lewis County, Lawrence County, Lauderdale County (Alabama), Hardin County und Decatur County.

## Geschichte
Wayne County wurde am 24. November 1817 aus Teilen des Hickman County und des Humphreys County gebildet. Benannt wurde es nach Anthony Wayne, einem US-amerikanischen Staatsmann und General im Amerikanischen Unabhängigkeitskrieg, der auch als „Mad Anthony“ (deutsch „Verrückter Anthony“) bekannt war.

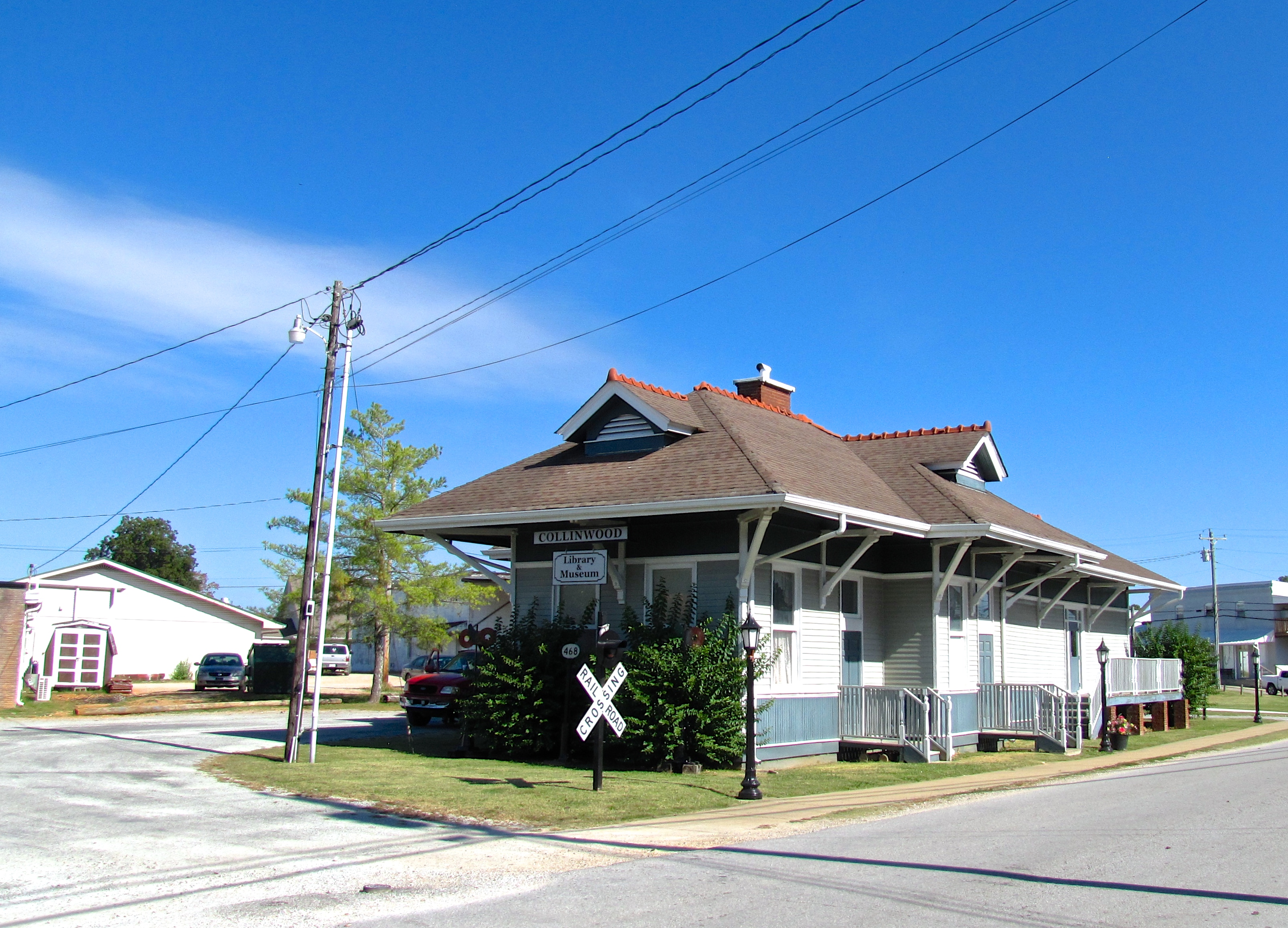
Die Collinwood Railroad Station ist einer von sieben Einträgen des Countys im NRHP.

Sieben Bauwerke und Stätten des Countys sind im National Register of Historic Places (NRHP) eingetragen (Stand 14. September 2018).

## Demografische Daten

Alterspyramide Wayne County

Nach der Volkszählung im Jahr 2000 lebten im Wayne County 16.842 Menschen in 5.936 Haushalten und 4.321 Familien. Die Bevölkerungsdichte betrug 9 Einwohner pro Quadratkilometer. Ethnisch betrachtet setzte sich die Bevölkerung zusammen aus 91,92 Prozent Weißen, 6,80 Prozent Afroamerikanern, 0,20 Prozent amerikanischen Ureinwohnern, 0,25 Prozent Asiaten, 0,01 Prozent Bewohnern aus dem pazifischen Inselraum und 0,19 Prozent aus anderen ethnischen Gruppen; 0,63 Prozent stammten von zwei oder mehr Ethnien ab. 0,84 Prozent der Bevölkerung waren spanischer oder lateinamerikanischer Abstammung.
Von den 5.936 Haushalten hatten 31,0 Prozent Kinder und Jugendliche unter 18 Jahre, die bei ihnen lebten. 59,1 Prozent waren verheiratete, zusammenlebende Paare, 10,1 Prozent waren allein erziehende Mütter und 27,2 Prozent waren keine Familien. 24,4 Prozent waren Singlehaushalte und in 10,9 Prozent lebten Personen im Alter von 65 Jahren oder darüber. Die Durchschnittshaushaltsgröße betrug 2,47 und die durchschnittliche Haushaltsgröße betrug 2,93 Personen.
21,4 Prozent der Bevölkerung waren unter 18 Jahre alt, 9,1 Prozent zwischen 18 und 24, 31,7 Prozent zwischen 25 und 44, 24,2 Prozent zwischen 45 und 64 und 13,6 Prozent waren älter als 65. Das Durchschnittsalter betrug 37 Jahre. Auf 100 weibliche Personen kamen statistisch 121,7 männliche Personen und auf 100 Frauen im Alter von 18 Jahren und darüber kamen 125,5 Männer.
Das jährliche Durchschnittseinkommen eines Haushalts betrug 26.576 USD, das Durchschnittseinkommen der Familien betrug 30.973 USD. Männer hatten ein Durchschnittseinkommen von 27.879 USD, Frauen 19.034 USD. Das Prokopfeinkommen betrug 14.472 USD. 12,9 Prozent der Familien und 16,3 Prozent der Einwohner lebten unterhalb der Armutsgrenze.